# Boconó
Boconó è il capoluogo del municipio omonimo e seconda città, per popolazione, dello Stato venezuelano di Trujillo con oltre 50.000 abitanti nel nucleo urbano, su un totale di 79.000 dell'intero municipio (censimento 2001).

## Geografia fisica
Si sviluppa su una terrazza fluviale andina situata in una valle a oltre 1.200 metri sul livello del mare. Presenta pertanto un clima che, seppur tropicale, è mitigato dall'altezza, con temperature medie annue di circa 20 °C e precipitazioni di poco inferiori ai 1.500 mm, generalmente concentrate nei mesi di maggio-settembre.

## Storia
Gli spagnoli si insediarono nella zona dove sarebbe successivamente sorta la città nel 1558, ma il primo sviluppo dell'abitato si ebbe solo a partire dal 1608. Due secoli più tardi (1811) grazie alla pronta adesione del sindaco (alcalde) Miguel Uzcátegui alla causa indipendentista, Boconó venne dichiarata città (in realtà raggiungeva a malapena il migliaio di abitanti) ed ebbe l'onore di ospitare ripetutamente Simón Bolívar (nel 1813 e nel 1821). Nel 1884 divenne capoluogo del distretto omonimo, trasformatosi in municipio nel 1990.

## Economia
Fino agli anni cinquanta del Novecento l'attività principale del municipio di Boconó era costituita dall'agricoltura. Estese coltivazioni di patate, mais, ortaggi e soprattutto caffè, con una cospicua esportazione sia verso gli Stati Uniti d'America che verso l'Europa, assicuravano alla popolazione locale dignitose condizioni di vita. Successivamente si svilupparono, nelle campagne circostanti, allevamenti redditizi di bovini e suini e, a partire dagli anni novanta del Novecento, anche di pesci d'acqua dolce (trote in particolare). Tuttavia il settore primario non riveste al giorno d'oggi l'importanza di un tempo e ha ceduto terreno al terziario e alla fiorente industria turistica affermatasi da alcuni decenni.
Negli anni cinquanta, in effetti, la sistemazione e l'ampliamento della strada statale che, attraverso Biscucuy, metteva in comunicazione Boconó con il piedimonte andino e Caracas, unitamente alla costruzione di un aeroporto nei pressi della vicina città di Trujillo (nel 1955), aprirono nuove prospettive per la città e dettero un notevole impulso allo sviluppo turistico. La bellezza del paesaggio andino, il verde intenso della lussureggiante natura che la circonda, il clima mite durante tutto l'anno, hanno contribuito a fare di Boconó una delle principali mete delle Ande venezuelane, con flussi turistici consistenti, provenienti sia dal Venezuela che dall'estero. Fin dagli anni sessanta Boconó si è dotata di una serie di strutture ricettive (hotel, ristoranti, locali di intrattenimento, seconde case destinate alla vendita o all'affitto, ecc.) di buon livello e rispettose dell'ambiente naturale ed urbano in cui sono inserite.
Legate in qualche modo al turismo sono anche alcune attività artigianali particolarmente floride, fra cui ceramiche, monili, oggetti in pelle e d'arredamento, tessuti lavorati a mano. Molti di tali prodotti artigianali possono essere ammirati nel locale Museo Tiscachic, il più importante dello stato di Trujillo per quanto riguarda tale settore specifico.
In città è presente anche un altro piccolo ma interessante museo: El Trapiche de los Clavo, vecchio edificio coloniale adibito alla raffinazione della canna da zucchero, dove sono custodite le rudimentali macchine ottocentesche e gli attrezzi per il taglio delle piante ancora in discreto stato di conservazione.
Fa parte del comune di Boconó la località di Niquitao, che si estende alle falde del monte più alto dello stato di Trujillo, la Teta de Niquitao (4.006 msm), meta di gite, escursioni e campeggi.